# Lijst van betaaldvoetbalclubs in Wit-Rusland
Dit is een overzicht van alle voetbalclubs die in het heden of het verleden hebben deelgenomen aan het betaalde voetbal in Wit-Rusland.
Zie ook:
- Premier League (Wit-Rusland)
- Wit-Russisch voetbalelftal
- Voetbal van A tot Z

## A
- Arbita Minsk
- Astra Chorikov
- Ataka Aura Minsk
- Ataka-Sport Minsk
- Avtoprovod Schuchin

## B
- FC Baranovichi
- BATE Borisov
- BelarusKaliy Soligorsk
- Belcard Grodno
- Belenergostroy Beloozersk
- BelShina Bobruisk
- Berest Brest
- FC Bereza
- Berezina Bobruisk
- FC Bobruysk

## D
- Darida-TDZh Zhdanovichi
- Derevoobrabotchik Mosty
- Dinamo Brest
- Dinamo Minsk
- Dinamo-93 Minsk
- Dinamo-Yuni Minsk
- Dnepr-DJSSh-1 Rogachev
- Dnepr-TransMash Mogilev
- Dvina-Belkon Novopolotsk

## E
- Energetik Novolukoml
- Energia Zelva
- Energia Zhlobin
- Energia-TEC-5 Druzhny

## F
- Fandok Bobruisk
- Fomalgaut Borisov

## G
- FC Gomel
- FC Gorki
- Goryn Stolin
- Granit Mikashevichi

## I
- Ivatsevichdrev Ivatsevichi

## K
- Khimik Svetlogorsk
- Khimvolokno Grodno
- Kimovets Vitebsk
- FC Kobrin
- Kolos Cherven
- Komunalnik Slonim
- Komunalnik Zhlobin
- Kristall Smolevichi

## L
- FC Lida
- Livadia Dzerzhinsk
- Lokomotiv Minsk
- Lokomotiv Vitebsk
- Lokomotiv-96 Vitebsk
- FC Luninets

## M
- FC Molodechno-2000
- FC Mozyr
- MTZ-RIPO Minsk

## N
- Naftan Novopolotsk
- Neman Grodno
- Neman Mosty
- Niva Pinsk
- Niva Zhitkovichi

## O
- RShVSM Olympia Minsk
- Oresa Lyuban
- FC Orsha-Belavtoservis
- FC Osipovichi
- Ozertsy Glubokoie

## P
- FC Pinsk 900
- Polesie Kozenki
- Polesye Luninets
- FC Polotsk
- FC Pruzhany

## R
- Real Minsk
- FC Rudzyonsk
- RUOR Minsk

## S
- Santanas Samokhvalovichi
- Shakhtior Soligorsk
- SKAF Minsk
- Skvich Minsk
- Slavia Mozyr
- Smena Minsk
- Smena-01 Volkovysk
- FC Smorgon
- Sozh Krichau
- Spartak Minsk
- Spartak Shklov
- Strelichevo Khoiniki
- Stroitel Starye Dorogi
- Stroitel Vitebsk

## T
- Torpedo SKA Minsk
- Torpedo Zhodino
- Torpedo-Kadino Mogilev
- Traktor Minsk
- Transmash Mogilyov

## V
- Veino-Dnepr Mogilyov
- Veras Nesvizh
- Verdich-97 Rechitsa
- Vertikal Kalinkovichi
- Vitbich-Dinamo-Energo Vitebsk
- Vodokanal Brest

## Z
- Zabudova Chist
- Zarya Vazyl
- ZLiN Gomel
- Zvezda-VA-BGU Minsk